# Janja Garnbret

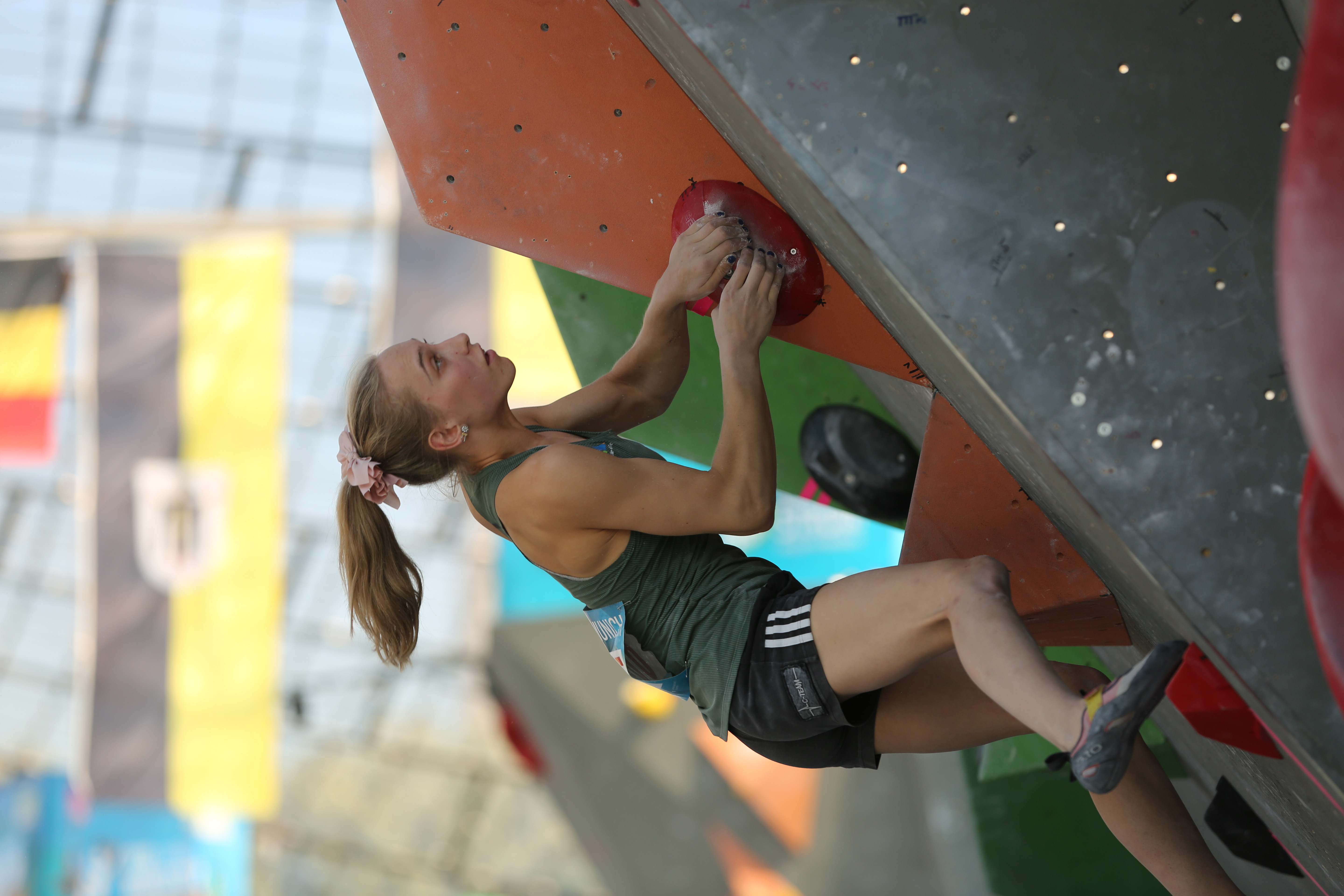
Janja Garnbret, lors de la coupe du monde de bloc 2017 à Munich.

Janja Garnbret, née le 12 mars 1999 à Šmartno pri Slovenj Gradcu, est une grimpeuse sportive slovène. C'est la compétitrice d'escalade ayant gagné le plus de titres mondiaux (20), et elle est largement considérée comme la meilleure grimpeuse en compétition de tous les temps.
En compétition, elle participe à la Coupe du monde d'escalade senior depuis 2015 et elle a remporté de nombreuses épreuves internationales en difficulté, bloc et combiné. Lors de l’introduction de l’escalade aux Jeux olympiques de Tokyo en 2021, elle devient la première championne olympique d’escalade. En 2024, elle réitère cette performance en remportant l'épreuve de combiné (bloc et difficulté) des Jeux olympiques de Paris.
En extérieur, elle a réalisé de nombreuses voies entre 8b et 9a.

## Biographie
Lors de la saison 2019, Garnbret remporte les six étapes de bloc de la Coupe du monde, elle est la première athlète à le faire. Elle gagne également le titre du combiné aux championnats du monde à Hachioji, ce qui lui permet de se qualifier pour les Jeux olympiques de Tokyo ; ainsi que ceux de difficulté et de bloc.
Au cours des épreuves olympiques en 2021, elle franchit l’étape des qualifications en compensant une 14e place en vitesse par une première place en bloc et la quatrième en difficulté. En finale, elle se classe première en bloc et en difficulté, ce qui lui permet d’avoir le meilleur score parmi les 8 participantes et de décrocher le titre olympique. Trois mois plus tard, à Oliana en Catalogne (Espagne), elle devient la première grimpeuse de l’histoire à gravir une voie cotée 8c à vue (voie appelée « Fish Eye »).
En février 2023, elle se blesse à l'orteil à l'entraînement, ce qui l'éloigne de la compétition durant plusieurs mois. Après avoir manqué les trois premières étapes de la coupe du monde de 2023, elle revient à Prague début juin où elle remporte la médaille d'argent.
En août 2024, elle remporte son deuxième titre olympique aux jeux olympiques de Paris 2024.

## Ascensions remarquables
En décembre 2017, elle réussit sa première voie dans le neuvième degré avec Seleccio Natural, en Catalogne, cotée 9a. Quelques jours plus tard en janvier 2018, elle réalise une nouvelle voie 9a, Fabela pa la enmienda, dans le même site catalan. Elle est la deuxième femme à l'enchaîner.
En novembre 2021, à Oliana en Catalogne, elle devient la première grimpeuse de l'histoire à gravir une voie cotée 8c à vue en enchaînant « Fish Eye ». Elle réalise un deuxième 8c à vue deux jours plus tard avec « American Hustle », sur la même falaise.

## Palmarès

### Jeux olympiques
- Jeux olympiques d'été de 2020 à Tokyo,  Japon :  Médaille d'or en combiné[8]
- Jeux olympiques d'été de 2024 à Paris,  France :  Médaille d'or en combiné[17]

### Coupes du monde
| Épreuve    | 2015 | 2016 | 2017 | 2018 | 2019 | 2021 | 2022 | 2023 |
| ---------- | ---- | ---- | ---- | ---- | ---- | ---- | ---- | ---- |
| Difficulté | 7    | 1    | 1    | 1    | 2    | 1    | 1    | 2    |
| Bloc       | —    | 17   | 2    | 4    | 1    | 2    | 18   | 8    |
| Vitesse    | —    | —    | —    | 58   | 48   | 12   | —    | —    |
| Combiné    | —    | 1    | 1    | 1    | 1    | —    | —    | —    |

### Championnats du monde
| Épreuve    | 2016 | 2018 | 2019 | 2023 |
| ---------- | ---- | ---- | ---- | ---- |
| Difficulté | 1    | 2    | 1    | 2    |
| Bloc       | —    | 1    | 1    | 1    |
| Vitesse    | —    | 47   | 23   | —    |
| Combiné    | —    | 1    | 1    | 1    |

### Championnats d'Europe
| Épreuve    | 2015 | 2017 | 2022 |
| ---------- | ---- | ---- | ---- |
| Difficulté | 2    | 4    | 1    |
| Bloc       | —    | 2    | 1    |
| Vitesse    | —    | 32   | —    |
| Combiné    | —    | 1    | 1    |

## Distinctions reçues
- 2023 : Sportive slovène de l’année, prix décerné par l’association slovène des journalistes sportifs[18].